# Wiler bei Utzenstorf
Wiler bei Utzenstorf est une commune suisse du canton de Berne, située dans l'arrondissement administratif de l'Emmental.

Photo aérienne (1949)